# Williamson S. Stuckey
Williamson Sylvester Stuckey, Jr., född 25 maj 1935 i Eastman i Georgia, är en amerikansk demokratisk politiker och affärsman. Han var ledamot av USA:s representanthus 1967–1977.
Stuckey avlade 1956 kandidatexamen och 1959 juristexamen vid University of Georgia. Han innehade sedan chefspositioner inom familjeföretaget Stuckey's olika enheter. Efter den politiska karriären utsågs han 1985 till styrelseordförande för Stuckey's.
Stuckey efterträdde 1967 J. Russell Tuten som kongressledamot och efterträddes 1977 av Billy Lee Evans.